# Hörder Bach
Der Hörder Bach ist ein etwas über 2 Kilometer und über seinen Zufluss Lohbach fast 6½ Kilometer langer Bach im Süden Dortmunds und ein linker Zufluss der Emscher. 

## Geographie

### Verlauf
Der Hörder Bach entspringt nördlich des Dortmunder Stadtteils Berghofen und mündet als orografisch linker Nebenfluss in Hörde in die Emscher. Am Zufluss führt der Hörder Bach etwa die gleiche Wassermenge wie die Emscher selbst.

### Zuflüsse
- Lohbach (links), 4,3 km
- Marksbach (links), 3,6 km

## Nutzung

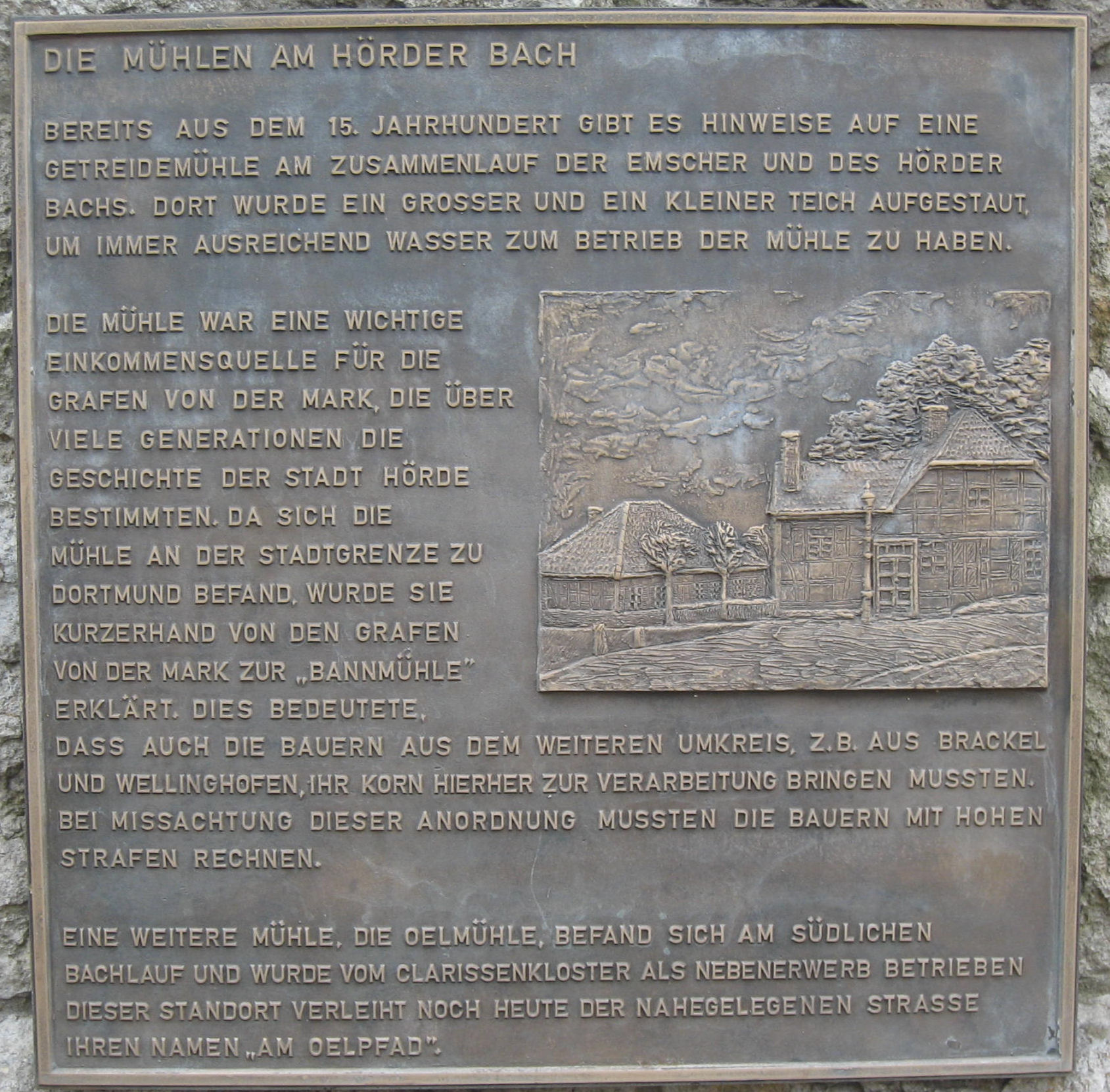
Infotafel zum Hörder Bach

Am Unterlauf war der Hörder Bach Mühlengewässer. Im 15. Jahrhundert  wurde unweit der Hörder Burg eine Getreidemühle von den Grafen von der Mark betrieben. Eine Ölmühle am Bachlauf befand sich am Kloster Clarenberg. Hier wurde dem Bach Wasser entnommen, um in der Stiftsbrauerei Bier zu brauen.
Im Zuge der Industrialisierung des Stadtteils Hörde und des Baus des Eisen- und Stahlwerks Hermannshütte  wurde der Hörder Bach im Unterlauf kanalisiert. Im Zuge der Bebauung des Phoenix-Sees wurde auch der Hörder Bach renaturiert und mündet nun oberirdisch unweit der Hörder Burg in die renaturierte Emscher.